# Dactylolabis vestigipennis
Dactylolabis vestigipennis là một loài ruồi trong họ Limoniidae. Chúng phân bố ở miền Tân bắc.